# Croton glyptospermus
Espèce
Croton glyptospermus est une espèce de plantes à fleurs du genre Croton et de la famille des Euphorbiaceae, présente au centre ouest du Brésil.
Il a pour synonyme :
- Oxydectes glyptosperma, (Müll.Arg.) Kuntze